# Robert Riemann

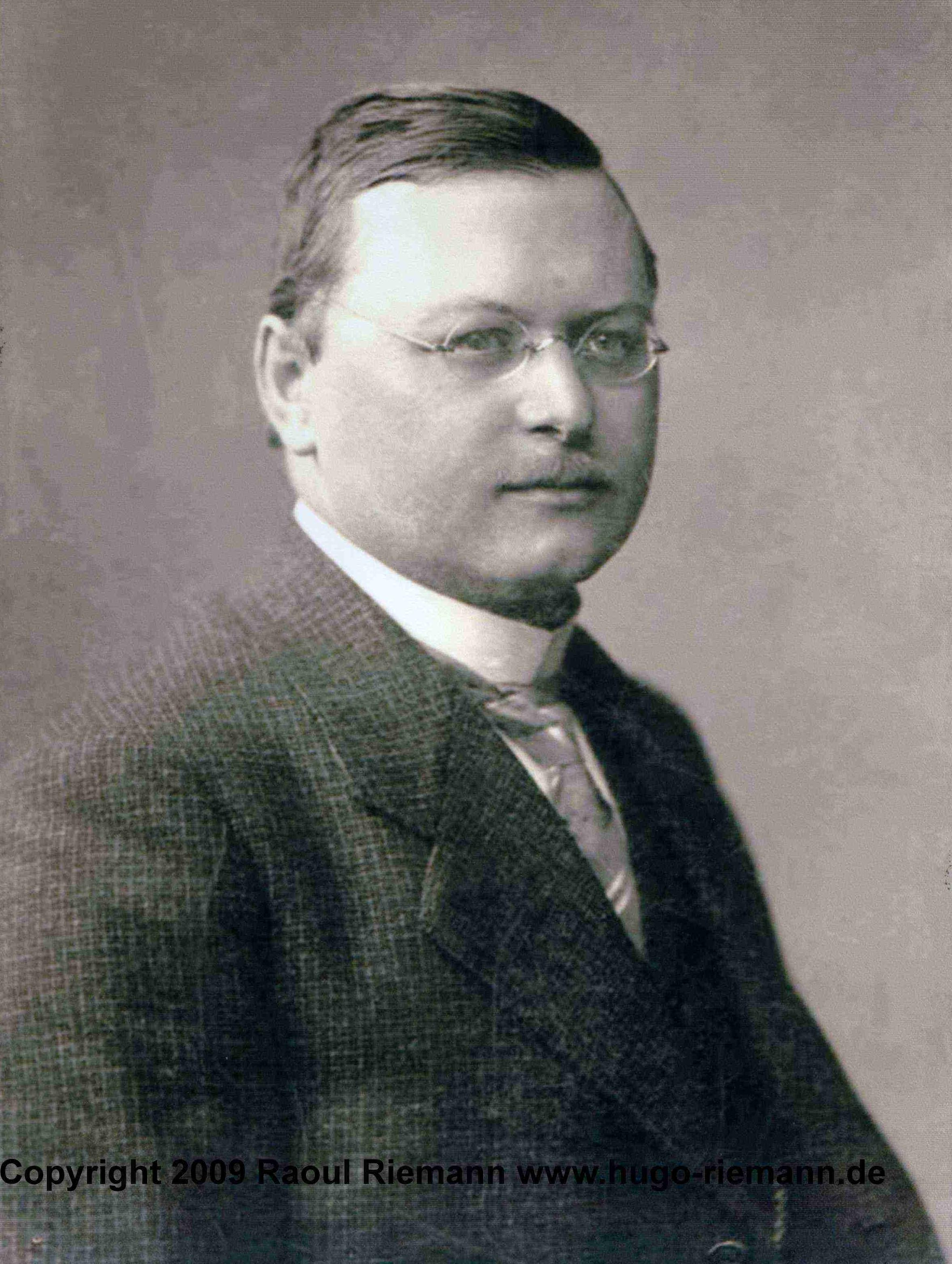
Robert Riemann (1910)

Robert Conrad Viktor Riemann (geb. am 4. Oktober 1877 in Bielefeld; gest. am 3. November 1962 in Wendenschloss, Berlin; begraben in Leipzig) war ein deutscher Literaturhistoriker.
Er war Sohn des Musikwissenschaftlers Hugo Riemann. Zunächst war er Lehrer in Leipzig, wirkte aber auch als Publizist und Herausgeber. Seine Publikationsliste ist lang. So war er u. a. an der Herausgabe von Werken Goethes bzw. der Brüder Grimm beteiligt.
Von 1946 bis 1950 war er Lektor für Methodik des Geschichtsunterrichts an der Pädagogischen Fakultät am Institut für Praktische Pädagogik an der Universität Leipzig.
Robert Riemann hinterließ eine Autobiographie Dummheit und Einsicht – Aus meinem Leben (1877–1957).